# Liste der Kulturdenkmale in Bartringen
In der Liste der Kulturdenkmale in Bartringen sind alle Kulturdenkmale der luxemburgischen Gemeinde Bartringen aufgeführt (Stand: 19. Juli 2023).

## Kulturdenkmale nach Ortsteil

### Bartringen
| Bild                      | Bezeichnung                 | Lage                                    | Beschreibung | Stufe | Eingetragen seit                |
| ------------------------- | --------------------------- | --------------------------------------- | --- | ----- | ------------------------------- |
| Weitere Bilder            | Kirche Sts-Pierre-et-Paul   | rue du Luxembourg (Karte)               | Die heutige Kirche wurde Anfang des 18. Jahrhunderts im spätgotischen Stil umgebaut. Im Jahr 1847 wurde das Langhaus um ein Querschiff, einen neuen Chor mit ⅝-Schluss und einen 65 m hohen Turm erweitert. Im Jahr 1931 wurde eine neue Sakristei errichtet. | PCN   | 29. März 2019                   |
|                           | Archäologische Fundstätte   | „Roude Zillen“ (Karte)                  | | PCN   | 22. November 2019               |
| Weitere Bilder            | Bauernhof („Bouferterhaff“) | Bouferterhaff (Karte)                   | | PCN   | 6. November 2020                |
|                           | Pfarrhaus mit Nebengebäude  | 2A und 2B, rue de la Fontaine (Karte)   | | PCN   | 11. Februar 2022                |
|                           | Bauernhof                   | 45, rue de Dippach (Karte)              | | PCN   | 22. Februar 2023                |
| Archäologische Fundstätte | Archäologische Fundstätte   | „Rothen Zillen“, „In Bourmicht“ (Karte) | | IS    | 24. März 1987 und 6. April 1987 |

Legende: PCN – Immeubles et objets bénéficiant des effets de classement comme patrimoine culturel national; IS – Immeubles et objets inscrits à l’inventaire supplémentaire

## Quelle
- Liste des immeubles et objets beneficiant d’une protection nationales, Nationales Institut für das gebaute Erbe, Fassung vom 9. Juni 2023, S. 7 (PDF)